# William Howard (3e baron Howard d'Escrick)
Pour les articles homonymes, voir William Howard et Howard.
William Howard, 3e baron Howard d'Escrick (v. 1626-1694) est un homme politique et un conspirateur anglais.

## Biographie
Il est le deuxième fils d'Edward Howard (1er baron Howard d'Escrick) et Mary Butler. Il s'inscrit au Corpus Christi College, à Cambridge, en 1646, puis est admis au Lincoln's Inn. En 1653, il est soldat dans les gardes du corps d'Oliver Cromwell et «grand prédicateur» des anabaptistes, mais ses opinions sont républicaines et il participe aux complots de 1655-1656. Emprisonné dans la Prison de la Fleet en 1657, il demande avec succès sa libération à Richard Cromwell en 1658.
En 1660, Edward Hyde (1er comte de Clarendon) le trouve désireux de servir le roi, susceptible d'être utile aux sectaires, et étonnamment bien au courant des récentes négociations royalistes. Il est élu député de Winchelsea au Parlement de la Convention. En 1674, il est trouvé engagé dans une correspondance secrète avec la Hollande, et passa plusieurs mois dans la tour de Londres et n'est libéré que sur la base d'aveux complets.
Succédant à son frère Thomas Howard, second baron Howard de Escrick comme Lord Howard en 1678, il siège au comité des de la chambre des Lords qui suit l'enquête sur Titus Oates et mène le procès de son parent, William Howard (1er vicomte Stafford). En 1681, il est à nouveau envoyé à la Tour sous la fausse accusation d'Edward Fitzharris, qui a écrit le Vrai Anglais. Algernon Sydney obtient sa libération (février 1682). À partir de ce moment-là, il fait partie du parti "country party" (Whig).
Il est arrêté sur les premières rumeurs concernant le Complot de Rye-House et devient informateur lors du procès de William Russell (juillet 1683). Il donne des comptes rendus de réunions chez John Hampden et Russell, qui conduisent principalement à la condamnation de Russell. Son témoignage a également ruiné Sidney, bien que Henry Booth (1er comte de Warrington), ait eu la chance d’être jugé par ses pairs, qui ne croyaient pas aux accusations de Howard contre lui. Lui-même est gracié et est mort dans l'obscurité à York en avril 1694.
Par son épouse Frances, fille de James Bridgman et nièce d'Orlando Bridgman, il a six enfants, dont Charles, quatrième baron, à la mort duquel le titre s'éteint en 1715.
Il est l'un des hommes les plus détestés et méprisés de son âge: John Evelyn l'appelait "ce monstre d'homme".